# Ragvald II
Ragvald II var en biskop i Åbo.
Han var ursprungligen från Åland och kanik i Åbo, då han 1309 valdes till biskop. Det var han som byggde Kustö biskopsgård. Han fick också uppleva att både den och Åbo domkyrka brändes av novgoroderna 1318.